# Градаць (Ружич)
Градаць (хорв. Gradac) — населений пункт у Хорватії, у Шибеницько-Книнській жупанії у складі громади Ружич.

## Населення
Населення за даними перепису 2011 року становило 317 осіб.
Динаміка чисельності населення поселення:

## Клімат
Середня річна температура становить 13,06 °C, середня максимальна – 28,22 °C, а середня мінімальна – -1,91 °C. Середня річна кількість опадів – 867 мм.
| Клімат поселення                              | Клімат поселення | Клімат поселення | Клімат поселення | Клімат поселення | Клімат поселення | Клімат поселення | Клімат поселення | Клімат поселення | Клімат поселення | Клімат поселення | Клімат поселення | Клімат поселення | Клімат поселення |
| Показник                                      | Січ.             | Лют.             | Бер.             | Квіт.            | Трав.            | Черв.            | Лип.             | Серп.            | Вер.             | Жовт.            | Лист.            | Груд.            |                  |
| Середній максимум, °C                         | 9,60             | 10,54            | 13,69            | 17,31            | 22,06            | 25,88            | 28,22            | 27,98            | 23,13            | 18,34            | 13,11            | 9,82             |                  |
| Середня температура, °C                       | 3,84             | 4,79             | 7,92             | 11,54            | 16,31            | 20,13            | 23,48            | 23,24            | 18,38            | 13,60            | 8,38             | 5,09             |                  |
| Середній мінімум, °C                          | −1,91            | −0,97            | 2,17             | 5,80             | 10,54            | 14,37            | 18,74            | 18,51            | 13,67            | 8,87             | 3,64             | 0,34             |                  |
| Норма опадів, мм                              | 72               | 64               | 69               | 76               | 64               | 61               | 40               | 53               | 79               | 91               | 108              | 90               |                  |
| Середньомісячна швидкість вітру, м/с          | 1.99             | 2.24             | 2.45             | 2.40             | 2.14             | 1.92             | 1.93             | 1.77             | 1.88             | 1.92             | 2.26             | 2.23             |                  |
| Середньомісячна сонячна радіація, кДж/м²·день | 5399             | 8164             | 11810            | 16274            | 20092            | 22782            | 24326            | 21367            | 15936            | 10339            | 5789             | 4587             |                  |
| --------------------------------------------- | ---------------- | ---------------- | ---------------- | ---------------- | ---------------- | ---------------- | ---------------- | ---------------- | ---------------- | ---------------- | ---------------- | ---------------- | ---------------- |
| Джерело:                                      |                  |                  |                  |                  |                  |                  |                  |                  |                  |                  |                  |                  |                  |